# Lissonota punctipleuris
Lissonota punctipleuris är en stekelart som beskrevs av Henry Keith Townes, Jr. 1978. Lissonota punctipleuris ingår i släktet Lissonota och familjen brokparasitsteklar. Inga underarter finns listade i Catalogue of Life.